# Wally Stanowski
Walter Peter „Wally“ Stanowski (* 28. April 1919 in Winnipeg, Manitoba; † 28. Juni 2015 in Toronto, Ontario) war ein kanadischer Eishockeyspieler, der im Verlauf seiner aktiven Karriere zwischen 1936 und 1952 unter anderem 488 Spiele für die Toronto Maple Leafs und New York Rangers in der National Hockey League auf der Position des Verteidigers bestritten hat. Während seiner zehn Spielzeiten in der NHL gewann Stanowski mit den Toronto Maple Leafs in den Jahren 1942, 1945, 1947 und 1948 insgesamt viermal den Stanley Cup. Darüber hinaus wurde er einmal ins NHL First All-Star Team berufen und nahm ebenso oft am NHL All-Star Game teil.

## Karriere
Stanowski verbrachte seine Juniorenzeit zwischen 1936 und 1938 bei den St. Boniface Seals in der Manitoba Junior Hockey League. Mit der Mannschaft gewann der Verteidiger im Jahr 1938 den Memorial Cup, wozu er in elf Spielen zehn Scorerpunkte beitrug. Während seiner Zeit im Juniorenbereich hatten sich die New York Americans aus der National Hockey League bereits die Transferrechte an Stanowski gesichert, diese im Oktober 1937 aber im Tausch für Jack Shill an die Toronto Maple Leafs abgetreten.
Für das Farmteam der Maple Leafs, die Syracuse Stars, aus der American Hockey League kam der Abwehrspieler mit Beginn der Saison 1938/39 zu Einsätzen. In der folgenden Spielzeit war er kurzzeitig beim Ligakonkurrenten Providence Reds im Einsatz, ehe er für Toronto in der NHL debütierte. In der Folge etablierte sich der Kanadier im Kader des Teams und wurde am Ende seiner zweiten NHL-Spielzeit im Frühjahr 1941 ins NHL First All-Star Team berufen, nachdem er in 47 Spielen 21-mal gepunktet hatte. Gekrönt wurde seine Zeit im Trikot der Maple Leafs aber mit dem Gewinn des Stanley Cups in den Playoffs 1942. Nach dem Titelgewinn wurde Stanowski Karriere jäh gestoppt, da er aufgrund des Zweiten Weltkriegs in die Royal Canadian Air Force einberufen wurde. In seiner Geburtsstadt Winnipeg leistete er daher zwischen 1942 und 1944 seinen Militärdienst ab.
Zur Saison 1944/45 kehrte Stanowski schließlich zu den Maple Leafs zurück und gewann am Ende der Stanley-Cup-Playoffs 1945 seinen zweiten Titel mit dem Team. In der Folge absolvierte der Defensivspieler noch drei weitere Spielzeiten in Diensten Torontos und gewann in den Jahren 1947 und 1948 zwei weitere Cups mit der Mannschaft. Keine zwei Wochen nach dem vierten Triumph wurde Stanowski Ende April 1948 gemeinsam mit Elwyn Morris zu den New York Rangers transferiert, die dafür Cal Gardner, Bill Juzda und Rene Trudell sowie die Transferrechte an Frank Mathers erhielten. Der mittlerweile 29-Jährige absolvierte insgesamt drei Spielzeiten für die Rangers und ließ seine NHL-Karriere bis 1951 langsam ausklingen. Zum Abschluss seiner Karriere bestritt er in der Saison 1951/52 noch ein spieljahr für die Cincinnati Mohawks in der American Hockey League, ehe er im Sommer 1953 im Alter von 34 Jahren selbige für beendet erklärte.
Nach seinem Karriereende arbeitete Stanowski erfolgreich im Verkauf von Baugeräten. Im Jahr 2004 wurde er in die Manitoba Sports Hall of Fame aufgenommen, ebenso ist er Ehrenmitglied der Manitoba Hockey Hall of Fame. Stanowski verstarb im Juni 2015 im Alter von 96 Jahren nach einer kurzen und schweren Krankheit in seiner Wahlheimat Toronto. Zum Zeitpunkt seines Todes war er das letzte lebende Mitglied von Torontos Meistermannschaften der Jahre 1942 und 1945.

## Erfolge und Auszeichnungen
| - 1938 Memorial-Cup-Gewinn mit den St. Boniface Seals - 1941 NHL First All-Star Team - 1942 Stanley-Cup-Gewinn mit den Toronto Maple Leafs - 1945 Stanley-Cup-Gewinn mit den Toronto Maple Leafs | - 1947 Stanley-Cup-Gewinn mit den Toronto Maple Leafs - 1947 Teilnahme am NHL All-Star Game - 1948 Stanley-Cup-Gewinn mit den Toronto Maple Leafs - 2004 Aufnahme in die Manitoba Sports Hall of Fame |

## Karrierestatistik
(Legende zur Spielerstatistik: Sp oder GP = absolvierte Spiele; T oder G = erzielte Tore; V oder A = erzielte Assists; Pkt oder Pts = erzielte Scorerpunkte; SM oder PIM = erhaltene Strafminuten; +/− = Plus/Minus-Bilanz; PP = erzielte Überzahltore; SH = erzielte Unterzahltore; GW = erzielte Siegtore; 1 Play-downs/Relegation; Kursiv: Statistik nicht vollständig)